# Diospilus eous
Diospilus eous är en stekelart som beskrevs av Sergey A. Belokobylskij 1998. Diospilus eous ingår i släktet Diospilus och familjen bracksteklar. Inga underarter finns listade i Catalogue of Life.